# Eduard Suess
Eduard Suess (ur. 20 sierpnia 1831 w Londynie, zm. 26 kwietnia 1914 w Wiedniu) – austriacki geolog. Laureat Medalu Copleya.

## Życiorys
Urodził się jako syn Adolpha Suessa, który od 1828 prowadził w Londynie firmę wełnianą, i jego żony Eleonory z domu Zdekauer, córki bankiera z Pragi. Już w 1834 roku rodzina przeniosła się do Pragi, a potem do Wiednia.Wiednia. W 1846 roku ukończył gimnazjum w Akademisches Gymnasium. W 1852 został asystentem w Cesarskim i Królewskim Gabinecie Minerałów (obecnie część Muzeum Historii Naturalnej w Wiedniu), gdzie był pierwszym austriackim badaczem, który poświęcił się klasyfikacji ssaków kopalnych. W 1857 został profesorem geologii na Uniwersytecie w Wiedniu, które to stanowisko piastował do 1901. 21 września 1888 został wybrany rektorem Uniwersytetu, zrezygnował z funkcji w marcu 1889. W latach 1898–1911 był prezesem Akademii Umiejętności w Wiedniu. Jednocześnie prowadził działalność polityczno-społeczną. Początkowo działał we władzach miejskich Wiednia, zajmując się m.in. uregulowaniem Dunaju, był też posłem do parlamentu Dolnej Austrii, a w 1873 został posłem parlamentu krajowego.
Głównym tematem badawczym Suessa była budowa geologiczna Alp, ale oprócz tego jako pierwszy postulował istnienie Gondwany (dzięki porównaniom m.in. flory glossopterysowej południowych kontynentów) i Tetydy, zapoczątkowując ideę, że dzisiejsze kontynenty były ze sobą kiedyś połączone, choć nie zakładał ich przemieszczeń (Wędrówka kontynentów). Wprowadził też pojęcie geosynklina, choć znaczenie tego terminu zostało w ostatnich dziesięcioleciach zmodyfikowane w porównaniu z definicją Suessa.
Suess był jednym z pierwszych naukowców zajmujących się ekologią.
Nazwiskiem Suessa nazwano kratery na Księżycu i Marsie.

## Wybrane prace
- Böhmische Graptolithen (1852)
- Brachiopoden der Kössener Schichten (1854)
- Brachiopoden der Hallstätter Schichten (1855)
- Ueber den Löss (1866)
- Charakter der österreich. Tertiärablagerungen (1866)
- Aequivalente des Rotliegenden in den Südalpen (1868)
- Die tertiären Landfaunen Mittelitaliens (1871)
- Bau der italienischen Halbinsel (1872)
- Die Enstehung der Alpen (1875)
- Die Zukunft des Goldes (1877)
- Die Zukunft des Silbers (1892)
- Das Antlitz der Erde (1883–1888).